# Eric Scott
Eric Scott (Los Angeles, 20 ottobre 1958) è un attore statunitense.

## Biografia
Noto per aver interpretato il ruolo di Ben Walton nella serie televisiva degli anni settanta Una famiglia americana, ha iniziato l'attività professionale come attore ancora ragazzino.
L'attore è stato sposato più di una volta; il 5 novembre 1992 ha perso la moglie Theresa Fargo, morta per leucemia; la donna poco tempo prima gli aveva dato una figlia, Ashley, sviluppando la propria malattia nel corso della gravidanza.
In seguito ha sposato Cynthia (Cindy) Ullman Wolfen, da cui ha avuto una figlia e un figlio.

## Riconoscimenti
- Young Hollywood Hall of Fame (1970's)

## Filmografia parziale
- Vita da strega (Bewitched) - serie TV, episodio 7x24 (1971)
- Medical Center - serie TV, episodio "The Corrupted" (1971)
- The Homecoming: A Christmas Story (1971)
- Una famiglia americana (The Waltons) - serie TV (1972-1981)
- The F.B.I. Story: The FBI Versus Alvin Karpis, Public Enemy Number One (1974)
- ABC Afterschool Specials, episodio "Mom and Dad Can't Hear Me" (1978)
- ABC Afterschool Specials, episodio "Which Mother Is Mine?" (1979)
- The Waltons: A Decade of the Waltons (1980)
- The Loch Ness Horror (1981)
- Un matrimonio in casa Walton (A Wedding on Walton's Mountain) (1982)
- Amara luna di miele (Mother's Day on Waltons Mountain) (1982)
- Il Giorno del Ringraziamento (A Day for Thanks on Walton's Mountain) (1982)
- Professione pericolo (The Fall Guy) - serie TV, episodio "Spring Break" (1985)
- A Walton Thanksgiving Reunion (1993)
- A Walton Wedding (1995)
- A Walton Easter (1997)
- Defying Gravity (1997)
- Never Again (2001)